# Zubayr ibn al-Awam
Az-Zubayr Ibn Al-Awam (en árabe: الزبير بن العوام بن خويلد‎-; La Meca, 594-656) fue un primo y compañero del profeta Mahoma y uno de los primeros conversos al Islam. También fue uno de los diez compañeros a los que el Profeta prometió el paraíso. Se convirtió en uno de los líderes políticos y militares de la comunidad tras la muerte del Profeta. Az-Zubayr murió en la Batalla del Camello.

## Familia e infancia
Al-Zubayr nació en La Meca en 594. : 75 
Su padre fue Al-Awam ibn Khuwaylid del clan Asad de la tribu coraichita, lo que hacía a Al-Zubayr sobrino de Jadiya, la esposa del Profeta. Su madre era la tía de Mahoma, Safiyyah bint 'Abd al-Muttalib, de ahí que Al-Zubayr fuera primo hermano de Mahoma. : 75 Tuvo dos hermanos, Sa'ib y Abdul Kaaba, así como un hermano materno, Safi ibn Al-Harith, que era del clan Omeya, : 29  y varios hermanos paternos, entre ellos Hind bint Al-Awwam, esposa de Zayd ibn Haritha. : 32 
Cuando aún era niño, Al-Zubayr luchó contra un hombre adulto y lo golpeó con tanta fuerza que le rompió la mano. Safiya, su madre, que estaba embarazada en ese momento, tuvo que cargar al hombre hasta su casa. Cuando los transeúntes le preguntaron qué había sucedido, ella les dijo: "Se peleó con Al-Zubayr. ¿Te pareció Al-Zubayr suave como el queso o los dátiles o lleno de bronce?" Fue entonces cuando supieron que se haría fuerte en la guerra. : 765 
Al-Awam, su padre, murió mientras Al-Zubayr aún era joven. Su madre solía darle brutales palizas. Cuando le dijeron: "¡Lo has matado! Le has arrancado el corazón. ¿Destruirás al niño?", ella les respondió, "Lo golpeé para que sea inteligente y valiente en la batalla". : 76 
Al-Zubayr es descrito como de estatura mediana, delgado, de tez oscura y velludo, aunque con una barba fina. Su cabello le llegaba a los hombros y no se lo tiñó después de que encaneció. : 80 

## Conversión al islam
Al-Zubayr fue uno de los primeros cinco hombres en aceptar el Islam bajo la influencia de Abu Bakr, : 115 y se dice que fue el cuarto o quinto hombre adulto en convertirse. : 76 
Fue uno de los primeros quince emigrantes a Abisinia en 615, : 146 a donde regresó en 616. : 147 Mientras estaba en Abisinia, estalló una rebelión contra el Negus (Rey). El Negus se enfrentó con los rebeldes a orillas del Nilo. Los musulmanes, muy preocupados por perder a su protector, delegaron a Al-Zubayr para que les llevara noticias. Con ayuda de un odre inflado, Al-Zubay nadó por el Nilo hasta llegar al punto donde se libraba la batalla. La observó hasta que el Negus derrotó a los rebeldes y luego nadó de vuelta a los musulmanes. Corrió a ellos agitando sus ropas y anunció: "¡Hurra, el Negus ha vencido y Dios ha destruido a sus enemigos y lo ha establecido en su tierra!" Los musulmanes se regocijaron. : 153 
Al-Zubayr estuvo entre aquellos que retornaron a La Meca en 619 con las noticias de que los mecanos se habían convertido al islam. "Sin embargo, cuando se acercaron a La Meca, se enteraron de que el reporte era falso, así que entraron a la ciudad bien bajo protección de algún ciudadano o bien furtivamente". : 167–168  Al-Zubayr no dio el nombre de su protector.
Al-Zubayr se unió a la migración general (hégira) a Medina en 622. Inicialmente se alojó con Al-Mundhir ibn Muhammad. Es motivo de debate la identidad del "hermano" de Al-Zubayr en el islam en Medina: las diferentes tradiciones mencionan a Abdullah ibn Masood, Talha ibn Ubaydullah, Kaab ibn Malik y a Salama ibn Salama. : 76–77  : 234  Mahoma le dio una gran parcela de tierra para construir su casa y una subvención de algunas palmeras. : 77  En 625, Al-Zubayr recibió más palmeras de la tierra de la expulsada tribu Nadir. : 78 

## Actividad militar bajo Mahoma
Se dice que Al-Zubayr se unió a todas las expediciones militares de Mahoma, : 76 vestido típicamente con un distintivo turbante amarillo.  : 77 

### Badr
En la bde Badr fue enviado como explorador y capturó a un espía de La Meca. : 295  Luego luchó en la batalla : 328  y dio muerte a Ubayda ibn Sa'id de los Omeya. : 337 

### Uhud
En la batalla de Uhud se ofreció como voluntario para llevar la espada de Mahoma "con su derecha", que debía "golpear al enemigo con ella hasta que se doblegue", y se sintió "muy mortificado" cuando Mahoma rechazó su oferta. : 373  Estaba ubicado tan cerca de las mujeres de La Meca que huían que alcanzó a ver las ajorcas en los tobillos de Hind bint Utbah. : 379  Fue en ese punto que la batalla dio vuelta. Al-Zubayr fue uno de los pocos hombres que estaban junto a Mahoma cuando los musulmanes, a su vez, huyeron, y quienes le acompañaron a la cañada. "Estuvo firme junta a él en la batalla de Uhud y le ofreció su lealtad hasta la muerte". : 78  : 381 

### La Trinchera
Durante la batalla de la Trinchera, Al-Zubayr montó un caballo ruano. Se ofreció a llevar noticias de la tribu Qurayza a Mahoma, quien le respondió: "Todo Profeta tiene un discípulo, y mi discípulo es Al-Zubayr". : 79 

### Khaybar
En 628, Al-Zubayr se unió a la expedición al oasis de Jáibar, donde se libró la batalla homónima entre musulmanes y judíos. En la batalla, Al-Zubayr respondió a un desafío de Yasir el judío a un combate individual. Su madre, Safiya, le preguntó a Mahoma: "¿Matará a mi hijo?". y Mahoma la tranquilizó: "No, tu hijo lo matará, si Alá quiere". Al-Zubayr avanzó recitando:
"Khaybar, know that I am Zabbar,

chief of a people no cowardly runaways,

the son of those who defends their glory,

the son of princes.

O Yasir let not all the unbelievers deceive you,

for all of them are like a slowly moving mirage."
Lucharon y Al-Zubayr dio muerte a Yasir. Luego, los musulmanes empezaron a comentar lo afilada que debió haber estado su espada. Al-Zubayr les respondió que no la había afilado pero que la había usado con mucha fuerza. : 513–514 
Una vez los musulmanes conquistaron Al-Qamus, el tesorero judío, Kinana, fue llevado ante Mahoma, pero se negó a revelar dónde estaba escondido su dinero. Sin embargo, Muhammad ibn Maslama decapitó a Kinana después, en represalia por su hermano Mahmud,: 515  : 330–331  que había muerto en la batalla unos días antes. : 511  : 322–324 
Al-Zubayr fue nombrado entonces como uno de los dieciocho jefes a cargo de supervisar la repartición de un bloque de partes de los botines. : 522 

### La Meca
En diciembre de 629, en vísperas de la conquista de La Meca, Mahoma envió a Al-Zubayr y a Ali a interceptar a una espía que llevaba una carta a los Coraichitas. Al no lograr encontrar la carta entre su equipaje, se dieron cuenta de que debía haberla ocultado en su persona, por lo que la convencieron de entregarla. En consecuencia, la espía entregó la carta, que había escondido entre sus cabellos, y Al-Zubayr y Ali se la llevaron a Mahoma, confiados de que los musulmanes tomarían entonces a La Meca por sorpresa. : 545 
Cuando Mahoma entró en La Meca, Al-Zubayr cargaba uno de los tres estandartes de los Emigrantes : 78 y era el comandante del ala izquierda del ejército conquistador. : 549  También luchó en la batalla de Hunayn. : 670 

## Carrera después de Mahoma
En la tercera semana de julio de 632, el califa Abu Bakr reunió a un ejército principalmente compuesto de miembros del clan Banu Háshim (el clan de Mahoma) para defender a Medina de una inminente invasión de las fuerzas apóstatas de Tulayha, un autoproclamado profeta. El ejército incluía partidarios fieles como Zubayr o Talha ibn Ubaidullah. A cada uno se le nombró comandante de una tercera parte del ejército recién organizado. Si bien, a todos se les asignaron diferentes roles durante las Guerras Ridda, no enfrentaron ningún escenario de combate.
Al-Zubayr fue el comandante de campo más exitoso durante la conquista musulmana de Egipto bajo el califa Úmar. Allí, comandó un regimiento en la decisiva Batalla de Yarmuk en 636,[cita requerida] y en 640 estuvo al mando de los refuerzos enviados a apoyar a Amr ibn al-As en Egipto.
Cuando Úmar estaba muriendo en 644, seleccionó a Al-Zubayr y a otros cinco hombres para elegir al próximo Califa. : 71 Eligieron a Uthmán encima de Ali, : 72 durante cuyo califato, Al-Zubayr no estuvo involucrado en asuntos políticos o militares. Al-Zubayr era cauteloso a la hora de narrar hadices sobre Mahoma a pesar de que había estado constantemente en su presencia. Como le explicó a su hijo Abdullah, "Escuché al Mensajero de Alá decir: 'Cualquiera que diga una mentira sobre mí debería ir sentarse en el Fuego'"  : 80 

## Esposas e hijos
Al-Zubayr se casó ocho veces y tuvo veinte hijos. : 75 
1. Asma bint Abi Bakr . Se casaron antes de la Hégira de 622 y se divorciaron cuando Urwa era pequeña, es decir, alrededor de 645.[3] : 179 
  1. Abdullah
  2. Al-Mundhir
  3. Asim
  4. Al-Muhajir
  5. Khadija el Viejo
  6. Umm Al-Hasan
  7. Aisha
  8. Urwa
2. Umm Kulthum bint Uqba del clan Umayya (Omeya). Se casaron en 629, pero "a ella no le agradaba" y se divorciaron en cuestión de meses. Después del nacimiento de su hija, Umm Kulthum se casó con Abdur Rahman bin Awf. : 163 
  1. Zaynab
3. Al-Halal bint Qays de la tribu Asad.
  1. Jadiya la Joven
4. Umm Khalid Ama bint Khalid del clan Umayya (Omeya). Fue una de las emigrantes que regresaron de Abisinia en 628. : 164 
  1. Jalid
  2. Umar
  3. Habiba
  4. Sawda
  5. Hind
5. Ar-Rabbab bint Unayf de la tribu Kalb.
  1. Mus'ab
  2. Hamza
  3. Ramla
6. Atiqa bint Zayd del clan Adi, viuda de Umar.[2] : 85
7. Tumadir bint Al-Asbagh de la tribu Kalb, viuda de Abdur Rahman ibn Awf. Al-Zubayr se divorció de ella solo siete días después de la boda. Ella solía decirle a otras mujeres: "Cuando una de ustedes se casa, que no se engañe con siete días después de lo que me ha hecho Al-Zubayr".  : 208–209  Sin embargo, no se explayó sobre la naturaleza del "engaño".
8. Umm Jaafar Zaynab bint Marthad de la tribu Thaalaba.
  1. Ubayda
  2. Jaafar

Las esposas de Al-Zubayr se quejaban de que mostrara "cierta dureza hacia las mujeres". : 163  Umm Kulthum le pidió directamente el divorcio, y ante su negativa, lo engañó a aceptarlo molestándolo mientras estaba ocupado con el ritual de lavado para la oración. Al-Zubayr se quejó: "¡Me engañó! ¡Que Alá la engañe a ella!" Mahoma le aconsejó que le volviera a proponer matrimonio, pero Al-Zubayr se dio cuenta de que "nunca volverá a mí". : 163 Atiqa solo accedió a casarse con él con la condición de que nunca la golpeara.

## Batalla del Camello

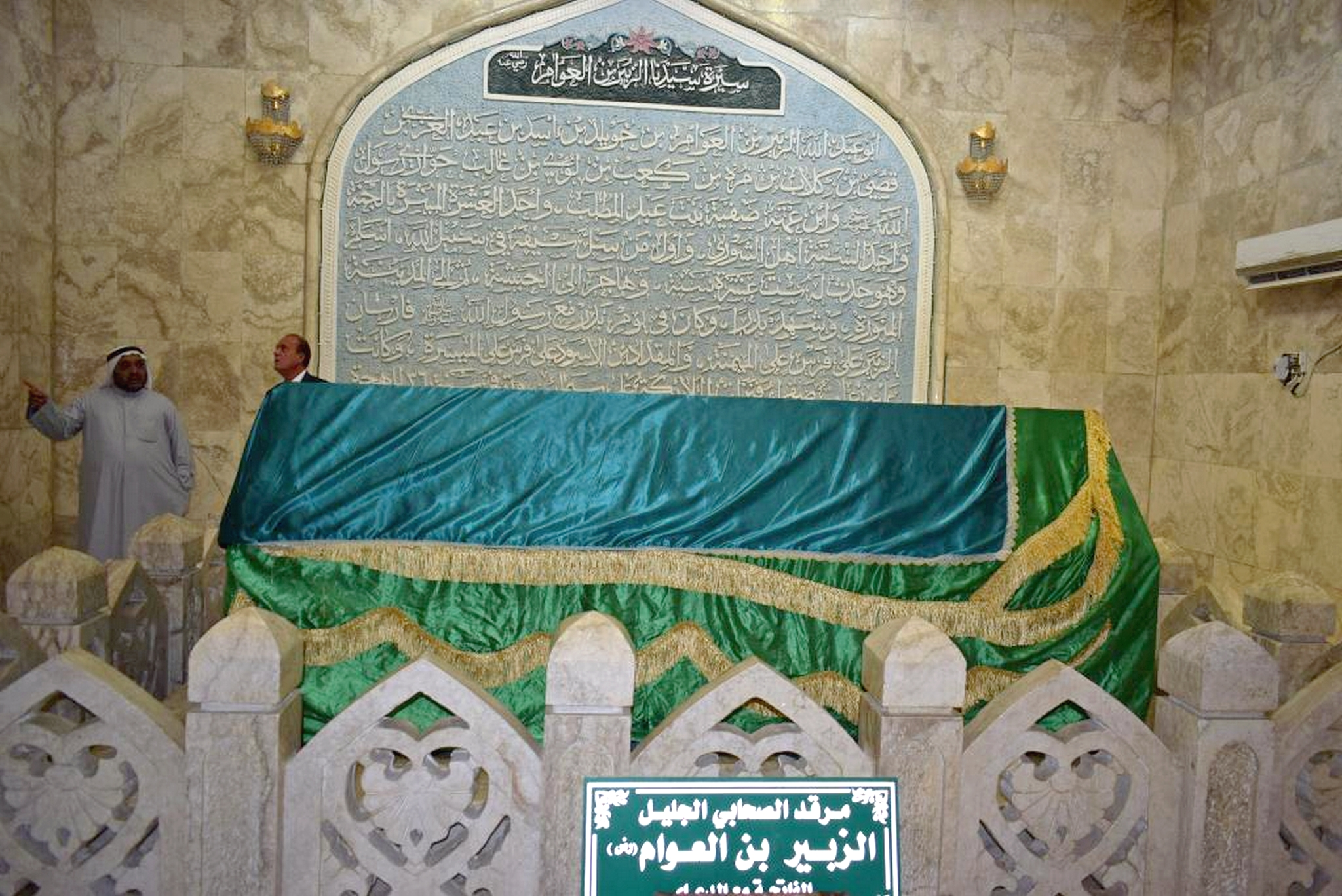
Tumba de Zubayr ibn al-Awam en Basora, Irak

El califa Uthmán fue asesinado en 656. Al-Zubayr tenía razones para esperar que sería elegido como el siguiente califa, si bien sabía que su antiguo aliado Talha era también un fuerte contendiente. Sin embargo, Ali resultó elegido, : 166, 176 a pesar de las quejas de Aisha, la viuda de Mahoma, quien le guardaba resentimiento a Ali a raíz de que éste le recomendó a Mahoma que se divorciase de ella. : 52  Entonces, Al-Zubayr se reunió con Aisha y Talha en La Meca, alegando que solo le había jurado lealtad a Ali bajo amenaza de espada. : 176 
Al-Zubayr, Talha y Aisha pidieron venganza por el asesinato de Uthmán, y aunque Ali estuvo de acuerdo, dijo que no estaba en capacidad de hacerlo en ese momento. : 18  Los aliados entonces reunieron un ejército y marcharon a Basora a obtener venganza por sus propias manos. En Basora derrotaron al gobernador y tomaron el control de la ciudad, : 69–70, 76  dando muerte a todos los implicados en el asesinato de Uthmán. : 73  Cuando fueron increpados acerca de las razones por las cuales ahora se preocupaban por Uthmán cuando le habían mostrado tanta hostilidad durante su vida, afirmaron: "Queríamos que Uthmán cumpliera con nuestras demandas. No queríamos que lo mataran." : 69 
Alí ciertamente se comportó como alguien que sospechaba hostilidad hacia su persona, pues pronto entró en Basora con un ejército profesional de veinte mil hombres. : 121  Durante varios días, hubo negociaciones, ya que ambas partes afirmaban que solo querían que se hiciera justicia. : 122, 129, 130, 132, 152  El 7 de diciembre de 656, sin embargo, estallaron las hostilidades. Los guerreros de Aisha mataron al mensajero de Ali, y Ali respondió: "¡La batalla ahora está justificada, así pues, luchad contra ellos!"  : 126–127 
Al-Zubayr, sin embargo, había perdido el deseo de luchar. Dijo que Ali lo había disuadido a no hacerlo durante las negociaciones alegando que eran primos, pero su hijo lo acusó de tenerle miedo al ejército de Ali. Wilferd Madelung ha sugerido que la razón real fue que tras dialogar con Ali Al-Zubayr se dio cuenta de que estaba siendo manipulado por Aisha y Talha y que no iba a ser nombrado califa. En cualquier caso, Al-Zubayr abandonó el campo de batalla mientras Aisha continuaba dirigiendo las tropas. Un hombre llamado Amr ibn Jurmuz decidió seguir sus movimientos y le siguió a un campo cercano. Era hora de orar, así que, una vez cada uno le preguntara al otro qué hacía allí, acordaron orar. Mientras Al-Zubayr estaba postrado, Amr ibn Yurmuz lo apuñaló en el cuello y lo mató. : 111–112, 116, 126, 158–159 

## Legado
En su testamento, Al-Zubayr había dejado una casa para todas sus hijas divorciadas. : 80 Dejó un tercio de su propiedad en herencias e instruyó a su hijo Abdullah que vendiera el resto de su propiedad para pagar sus deudas, invocando a Alá si alguna no podía ser pagada. Abdullah descubrió que las deudas ascendían a 1.200.000, : 81  presumiblemente en dirhams . Aunque Abdullah tuvo algún problema a la hora saldar todas las deudas, las cuatro viudas de Al-Zubayr finalmente heredaron 1.100.000 cada una, dejando más de 30.000.000 para dividir entre sus hijos.  : 81–82 
Al-Zubayr ibn Al-Awam fue uno de los diez musulmanes a quienes Mahoma garantizó el Paraíso mientras aún vivían.